# جيمس فليتشير
جيمس فليتشير (بالإنجليزية: James Fletcher)‏ هو سياسي أسترالي، ولد في 1 أغسطس 1834 في المملكة المتحدة، وتوفي في 19 مارس 1891. حزبياً، نشط في Protectionist Party ‏. وقد انتخب عضو الجمعية التشريعية نيو ساوث ويلز.